# Амадо Нерво
Амадо Нерво (исп. Amado Nervo, настоящее имя Хуан Крисо́стомо Руис де Нерво-и-Ордас (исп. Juan Crisóstomo Ruiz de Nervo y Ordaz); 27 августа 1870, Тепик, штат Наярит, Мексика, — 24 мая 1919, Монтевидео, Уругвай) — мексиканский поэт, журналист, просветитель, принадлежал к направлению модернизма. Был мексиканским послом в Аргентине и Уругвае. Член-корреспондент Мексиканской Академии Языка (исп. la Academia Mexicana de la Lengua). В поэзии прославился использованием метафор и отсылкой к мистицизму. Объектами его поэзии часто выступали любовь и религия, христианство и индуизм. Нерво считается одним из самых важных мексиканских поэтов XIX века.

## Биография
Амадо Нерво родился в городе Тепик, штат Наярит. В детстве он и его шестеро младших братьев и сестер были окружены заботой родителей. В возрасте тринадцати лет Нерво потерял отца. На творчество писателя повлияли еще две смерти близких ему людей. Его родной брат Луис, который также был поэтом, покончил жизнь самоубийством. А после 11 лет брака ушла из жизни жена писателя — Анна Сесилия Луиса Даи́лес (исп. Ana Cecilia Luisa Daillez).
После смерти отца Нерво покидает родной дом. Свой первый учебный опыт он получил в Колледже Св. Луиса Гонсага (исп. el Colegio de San Luis Gonzaga), расположенном в городе Хакона-де-Планкарте, штат Мичоакан. После выпуска Нерво поступил в Римско-католическую семинарию рядом с Самора-де-Идальго. В учебный план входили наука, биология, философия и курс права. Именно в семинарии у будущего писателя впервые проснулся интерес к мистическим теориям, которые впоследствии отразятся на его раннем творчестве.
После обучения у Нерво были планы стать священником, однако безденежье вынудило его найти работу в Тепике. Чуть позже он переехал в Масатлан, штат Синалоа, где он поочередно работал в адвокатской конторе и в газете «Вечерняя почта» (исп. El Correo de la Tarde). Позже Амадо Нерво стал успешным поэтом, журналистом и международным дипломатом.

## Творчество и известность
Работая журналистом в газете «Вечерняя почта», Нерво не остался незамеченным.

«Газета конца XIX века „Вечерняя почта“ имела честь напечатать первые литературные произведения Амадо Нерво. Всего двадцати двух лет отроду, Нерво стал одним из самых видных журналистов этой газеты и северо-западной Мексики того времени».
Оригинальный текст (исп.)El periódico mazatleco de finales del siglo XIX El Correo de la Tarde tuvo el honor de transmitir sus primeros trabajos literarios fuera de su lugar de nacimiento. Con tan sólo 22 años de edad Nervo se enlista como periodista en el periódico más importante den noroeste de México en aquél tiempo.
— «La Voz del Norte»
В 1894 году писатель продолжил свою работу в Мексике, где его высоко оценили, и он получил известность. Нерво сотрудничал с «Лазурным журналом» (исп. ''Revista Azul''). Сам журнал основал Мануэль Гутьеррес Нахера, тоже мексиканский писатель и журналист, которого причисляют к представителям испано-американского модернизма. Его журнал познакомил латиноамериканских читателей с творчеством Толстого и Тургенева.
Нерво с восторгом относился к Гутьерресу как к предшественнику модернизма.
Работа журналистом и новостным репортером процветала, и Нерво начал писать для таких изданий, как «El Universal», «El Nacional», «El Mundo».
В октябре 1987 года газета «El Mundo» выпустила приложение «La Comedia del Mundo», и Нерво был назначен ответственным за общий выпуск. В январе 1898 года приложение получило свою независимость от газеты «El Mundo» и стало выпускаться отдельно под названием «La Comedia».
Нерво завоевал национальную литературную славу после публикации романа «Бакалавр» (исп. El Bachiller), а также нескольких сборников стихов, в том числе «Мистический» (исп. Místicas) и «Черный жемчуг» (исп. Perlas Negras).
В 1898 году Нерво и поэт Хесу́с Валенсуэ́ла (исп. Jesús Valenzuela) основали «Современный журнал» (исп. La Revista Moderna), который наследовал традиции «Лазурного журнала». Двоюродный брат Нерво — Роберто Монтенегро Нерво (исп. Roberto Montenegro Nervo) был прославленным живописцем, и именно к нему обратился Амадо за первыми иллюстрациями к своему журналу.
Начало XX века Нерво провел в Европе, преимущественно в Париже. Там он преподавал в la Academia Mexicana de la Lengua. В Париже одна за другой выходят его книги: «Героическая лира» (исп. Lira Heroica), «Голоса» (исп. En voz baja), «Сады моей души» (исп. Los jardines interiores). Там же Нерво публикует свои «Поэмы» (исп. Poemas publicada en París). Несмотря на литературную славу, писатель постоянно боролся с материальными трудностями. Нерво решил разбавить литературную деятельность дипломатической службой — по возвращении в Мексику его назначают послом в Аргентину и Уругвай.
С 1905 по 1918 годы писатель живет в Мадриде. Этот период оказался для него чрезвычайно плодотворным: он выпускает не только статьи, литературные исследования, рассказы, но и создает лирические исповеди «Вполголоса», «Безмятежность», «Недвижная возлюбленная» (исп. La amada inmóvil). «Недвижная возлюбленная» увидела свет уже после смерти Амадо Нерво и была единодушно признана шедевром его любовной лирики (о женщине, которая разделила с ним 10 лет жизни).

## Личная жизнь
В 1901 году, когда писатель жил в Париже, он познакомился с Анной Сесилией Луисой Даилез, на которой вскоре женился. Они прожили счастливо в браке почти 12 лет, а после жена скончалась. Для Нерво смерть жены была большим горем, и он впал в отчаяние. В это время он пишет одну из самых важных своих работ — «Недвижная возлюбленная» (исп. La Amada Inmóvil), которая была опубликована посмертно в 1922 году и была признана шедевром любовной лирики писателя.
После смерти жены Нерво ходили слухи о том, что писатель навещал её могилу каждую ночь на протяжении года.

## Смерть
Писатель скончался 24 мая 1919 года в Монтевидео. Президент Уругвая Бальтасар Брум отдал приказ, чтобы тело Амадо Нерво было доставлено военно-морскими силами Уругвая обратно в Мексику, где он был предан земле 14 ноября 1919 года в Ротонде выдающихся деятелей на территории гражданского пантеона Долорес (исп. Panteón de Dolores) в Мехико.
После смерти писателя латиноамериканская критика отмечала, что «с его смертью Америка потеряла самого глубокого и проникновенного из своих бардов — как поэт он выполнил самую высокую миссию: он объединил латиноамериканцев духом и языком своей поэзии».

## Наследие
- В доме, где родился писатель, сейчас находится музей, где можно найти фотографии из архива Нерво и его труды. Музей расположен на улице, названной в честь писателя[11].
- В честь Амадо Нерво назван главный аэропорт штата Наярит, расположенный в городе Тепик.
- Имя писателя носит частная школа в Камарго, штат Чиуауа.
- В 1929 году мексиканский писатель Франциско Монтерде (исп. Francisco Monterde) издал биографическую книгу о Нерво, назвав её «Amado Nervo».
- В 1943 году мексиканский поэт Бернардо Ортис де Монтейано (исп. Bernardo Ortiz de Montellano) также издал труд о писателе с названием «Образ, любовь и смерть Амадо Нерво» (исп. Figura, amor y muerte de Amado Nervo).

## Произведения
- El bachiller, 1895 (роман, «Бакалавр»).
- Perlas negras ,1896, (поэзия, «Черный жемчуг»).
- Místicas, 1898 (поэзия, «Мистика»).
- El donador de almas, novela corta (1899) (поэзия, «Укротитель душ»).
- Poemas publicada en París, 1901 («Поэмы, опубликованные в Париже»)
- El éxodo y las flores del camino, poesía (1902) (поэзия, «Исход и придорожные цветы»).
- Lira heroica, poesía (1902) (поэзия, «Героическая лира»).
- Los jardines interiores, poesía (1905) (поэзия, «Сады моей души»).
- Almas que pasan, prosa (1906).
- En voz baja, poesía (1909) (поэзия, «Вполголоса»).
- Ellos, prosa (проза, «Они»)
- Juana de Asbaje, ensayo, biografía de Sor Juana Inés de la Cruz (1910).
- Serenidad, poesía (1912) (поэзия, «Безмятежность»).
- Mis filosofías, 1912 (эссе, «Моя философия»).
- Elevación, 1916 (поэзия, «Экзальтация»).
- El diablo desinteresado, novela (1916).
- Plenitud, prosa (1918) (проза, «Зрелость»).
- El estanque de los lotos, poesía (поэзия, «Пруд лотосов») (1919).
- El arquero divino, poesía., también póstuma (1919).
- Los balcones, novela (1922) (поэзия, «Балконы»).
- La amada inmóvil, 1922 (поэзия, «Недвижная возлюбленная»).